# Pteranomalogramma singulare
Pteranomalogramma singulare är en stekelart som beskrevs av Gennaro Viggiani och Velasquez 2005. Pteranomalogramma singulare ingår i släktet Pteranomalogramma och familjen hårstrimsteklar.
Artens utbredningsområde är Venezuela. Inga underarter finns listade i Catalogue of Life.